# آل کبود
آل کبود روستایی از توابع بخش مرکزی شهرستان بیجار در استان کردستان ایران است. این روستا حدوداً در ۹ کیلومتری جنوب شهر بیجار در مسیر جاده بیجار–قروه قرار دارد.

## موقعیت جغرافیایی
روستای آل کبود یکی از روستاهای بخش مرکزی شهرستان بیجار در استان کردستان می‌باشد. این روستا در ۱۲ کیلومتری شهرستان بیجار در مجاورت جاده قروه واقع شده است و دارای ۴ کیلومتر مربع مساحت می‌باشد. آل کبود منطقه‌ای است در امتداد سلسله جبال غربی ایران و بیشتر اراضی آن کوهستانی است. جنس خاک اغلب مناطق آن از سنگ‌های رسوبی می‌باشد.
وقتی از شهرستان بیجار به سمت شهرستان قروه حرکت بکنیم و پس از عبور از گردنه روستای برجگه و طی ۹ کیلومتر روستای آله کبود در سمت چپ جاده خود نمایی می‌کند. هنگام پیچیدن به سمت چپ و عبور از عرض جاده به دره‌ای می‌رسیم که باغ‌های انگور و انبوه از بالای تا انتهای دره را پوشانده است. اسم این دره به زبان کردی و گویش محلی گجنجار می‌باشد. پس از بالا رفتن از تپه میانی به دره بعدی می‌رسیم که اینجا نیز مانند دره قبلی طرفین جاده را تاکستان فراگرفته است. البته در اینجا با چشمه آبی روبرو می‌شویم که نشان از گذشته بسیار آباد و پر از آب دارد. چون استخر بزرگی جلو آن است و این باغ‌های انگور نیز از طریق آب این چشمه و استخر سیراب شده‌اند. اما متأسفانه امروز از آن رونق و آبادانی گذشته خبری نیست، اسم این چشمه، چشمه ملا (کِیَنِی مَلا) می‌باشد.